# Старая Сосновая пустынь
Старая Сосновая пустынь — одна из пустыней Соловецкого монастыря, построенная в XVII веке на месте обретения чудотворной иконы Богородицы Корсунской (затем прозванной Сосновской) на северном побережье Большого Соловецкого острова Соловецкого архипелага.

## Корсунская Сосновская икона

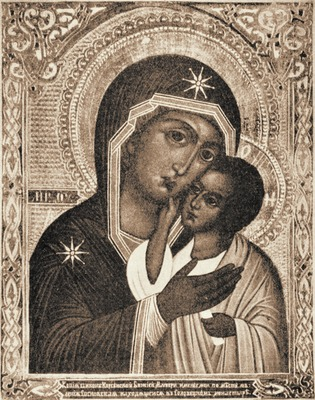
«Сосновская» икона Божией Матери в Соловецком монастыре

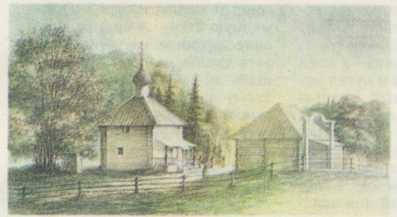
Старая Сосновая пустынь с деревянной часовней Корсунской Богоматери. Вид с запада, при подъезде от Новой Сосновой. 1884 год.

Немного южнее пустыни в XVI веке располагались монастырские солеварни. В 1627 году на сосне, растущей недалеко от берега моря, соловецким монахам явилась чудотворная икона Корсунской Богородицы.
Архимандрит Мелетий (Шергин) в своём труде в описании иконы отмечает, что она явилась «в древности на сосне, при морской Сосновой губе», одета «в сребропозлащенную ризу, украшенную жемчугом, стразами, стеклами». В описании старой Сосновской часовни приведена имевшаяся там надпись: «1627 года при игумене Макарии на сем месте, ближе к берегу морскому, явилась на большом сосновом дереве чудотворная икона Пресвятой Богородицы с предвечным на руках Младенцем Господом нашим Иисусом Христом. Сия чудотворная икона перенесена отсюда в Соловецкий монастырь и поставлена в Спасо-Преображенский собор на правой стороне. Остальная же часть дерева соснового, на коем Пречистая явилась, сохраняется здесь в часовне, поставленной со времени явления чудотворной иконы Пресвятой Богородицы Корсунской».

## История пустыни
На месте чудесного обретения иконы в XVII веке возникла пустынь, были построены часовня во имя образа Пресвятой Богородицы Корсунской и келейный корпус.

## Современное состояние
До наших дней постройки пустыни не сохранились. На месте обретения иконы до сих пор стоит поклонный крест, поставленный в 1812 году.